# Barytettix humphreysii
Barytettix humphreysii is een rechtvleugelig insect uit de familie veldsprinkhanen (Acrididae). De wetenschappelijke naam van deze soort is voor het eerst geldig gepubliceerd in 1875 door Thomas.